# Annemarie Leitner
Annemarie Leitner, auch Anna Leitner und Leitner Annamirl, verh. Annemarie Radner (* 24. April 1923 in Gallneukirchen) ist eine österreichische Sängerin und Jodlerin.

## Leben und Wirken
Annemarie Leitner wurde als Tochter des Geigers und Kapellmeisters der Musikkapelle Gallneukirchen geboren, der sie musikalisch förderte. Sie studierte Gesang am Linzer Brucknerkonservatorium und erhielt dann ein Engagement am Landestheater Linz, wo sie bald auch aufgrund ihres überschwänglichen Temperaments zum Publikumsliebling der Operette wurde. Mit Toni Praxmarer trat sie auf Tourneen in den USA, Deutschland und Österreich auf. Das von ihr komponierte und getextete Lied I bin aus Oberösterreich wurde zum Volkslied. Robert Thaller engagierte Leitner als Sängerin der Blaskapelle Linzer Buam, mit denen sie zahlreiche Auftritte im In- und Ausland hatte. Leitner war in den 1950er- und 1960er-Jahren ein gefragter Weltstar. Sie trat als Solistin u. a. mit Peter Alexander, Toni Sailer oder Trude Herr vor allem in Deutschland auf; außerdem am Urfahraner Markt und am Welser Volksfest.
Sie war von 1951 bis zu dessen Tod 2014 mit dem Unternehmer Alfred Radner verheiratet. Leitner lebt in einem Linzer Seniorenheim.

## Lieder
- I bin aus Oberösterreich
- A resche Linzerin
- Jodler ohne Text